# 荒野の聖ヒエロニムス (レオナルド)
『荒野の聖ヒエロニムス』（こうやのせいヒエロニムス、伊: San Girolamo nel Deserto, 英: Saint Jerome in the Wilderness）は、盛期ルネサンスのイタリアの巨匠レオナルド・ダ・ヴィンチが1482年頃に制作した絵画である。テンペラ画。レオナルド・ダ・ヴィンチの指紋が残されていることでも知られる。
主題はキリスト教の聖人である聖ヒエロニムスから取られている。未完成のまま放棄された作品で、制作経緯や来歴など多くの点で謎に包まれている。19世紀初頭に当時ローマに住んでいた女流画家アンゲリカ・カウフマンの美術コレクションに含まれていたことが知られているが、彼女が絵画を入手した経緯は不明である。その後、絵画は一時的に所在不明となり、おそらくこの時期にいくつかの板絵に切断されたらしい。現在ではこれらの板絵は繋ぎ合わされ、ヴァチカン市国のヴァチカン美術館に所蔵されている。なお、17世紀の記録にヴァチカン美術館のバージョンとは異なるダ・ヴィンチの『聖ヒエロニムス』が存在したことも知られている。

## 主題
4世紀の聖職者であり神学者である聖ヒエロニムスは、伝説によるとシリアの砂漠で隠者として暮らし、厳しい禁欲的生活を送った。彼は強い熱情に何度も襲われ、熱情が去るまで何度も胸を打った。さらによく知られている伝説では、聖ヒエロニムスはあるとき傷ついて足を引きずっているライオンと出会った。彼がライオンの足から棘を取り除いて傷の手当てをすると、ライオンは聖人の親しい友人となり、聖人とともに暮らしたと言われる。

## 作品

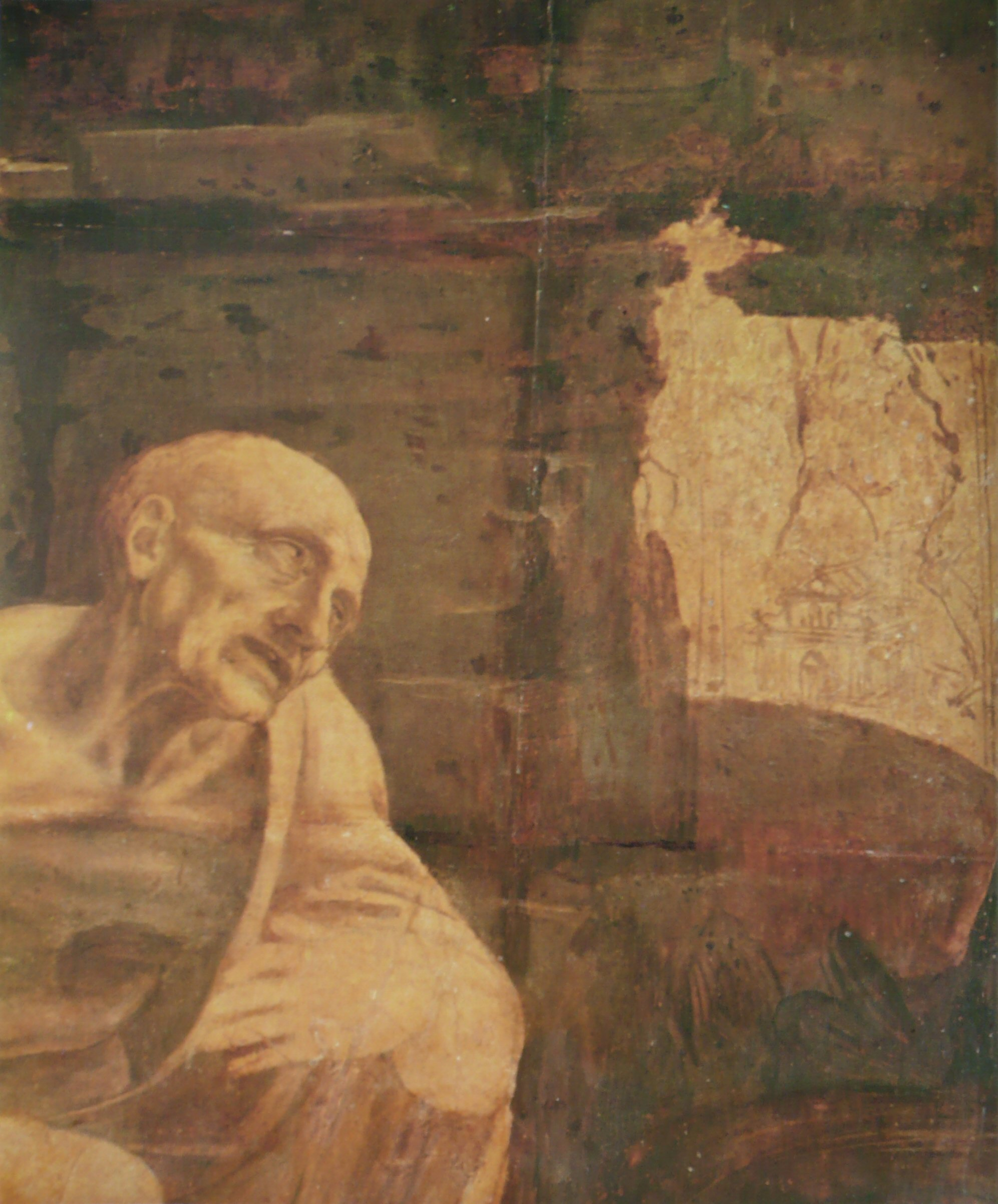
画面右上の開口部。

レオナルド・ダ・ヴィンチは十字架の前にひざまずいて祈りを捧げる聖ヒエロニムスを描いている。聖人が衣服を脱いで祈る姿は痛々しく、露わになった痩せた上半身は骨と筋が浮き上がり、その表情は高齢を窺わせるしわを観察することができる。画面端まで伸ばされた右手には石が握られている。この石は聖人が熱情を追い出すために自らの胸を何度も打ちつけていることを表している。胸を叩く際に石を使うという細部は、後代の芸術家の案出である。背景は聖人が洞窟の中にいることを示している。画面の左側は開けており、遠方の岩山の風景が粗描きされている。これに対して画面右側の岩場には開口部があり、ジェッソ（石膏）の地塗りの上に教会のファサードを思わせる建築物が素描されている。これはフランス学士院所蔵のレオナルドの手稿Bおよびミラノ時代の手稿に描かれた建築物と密接な関係がある。前景では1頭のライオンが身を横たえて吠えている。対角線に配置されたライオンの身体と尻尾の曲線は聖人のねじれた像とともに躍動感のある動きを作り出している。画面左上ではレオナルドは指を使って空と風景にソフトフォーカス効果を作り出しており、この部分に芸術家の指紋が残されている。この左上の風景や聖ヒエロニムスの膝など、部分的に制作が進行している箇所はあるが、全体的に粗描きの段階で止まっている。ただしレオナルドはそれ以降も数回にわたって絵画制作を進めている。絵画は2枚のクルミ材をつないだ板に描かれている。当時のフィレンツェではクルミ材を用いることはまれであった。
初めてレオナルドに帰属したアンゲリカ・カウフマンの主張は、その後の研究者に異論なく受け入れられている。その根拠は本作品とレオナルドの他の作品との間に明白な関連性が認められる点にある。とりわけフィレンツェ時代の1481年にレオナルドが制作を開始した『東方三博士の礼拝』は本作品と同様に製作途中で放棄された作品で、同一の技術が用いられていることが確認できる点で重要である。レディグ・デ・カンポスによると両者はともに、黄色系の顔料ジャッロリーノ（Giallorino）と暗褐色のビスタで下描きし、トスカーナ派特有の堅い骨格の素描を損なうことなくスフマートを適用しながら素描している。また画面左の岩山の風景はミュンヘンの『カーネーションの聖母』の風景と非常によく似ている。一方、ハイデンライヒは本作品にフェィレンツェ派の要素を認めている。すなわち、人体の素早い動きに見る解剖学的表現はアントニオ・デル・ポッライオーロの影響だろうという。
しかし『東方三博士の礼拝』をはじめとするフィレンツェ時代の作品と比較すると『荒野の聖ヒエロニムス』はさらに発展していることが指摘されている。聖ヒエロニムスとライオンのポーズに見る螺旋構造の動勢表現はルーヴル美術館の『岩窟の聖母』やロンドンのナショナル・ギャラリーの素描『聖アンナと聖母子と幼児聖ヨハネ』など、ミラノ時代の作品でいっそう発展する特徴である。また画面右の教会のファサードの要素もミラノ時代に属している。とはいえ本作品はミラノ時代の『最後の晩餐』（1495年-1498年）ほどの成熟さは獲得されていない。これらの点は制作年代を特定するうえで大いに参考となりうる。

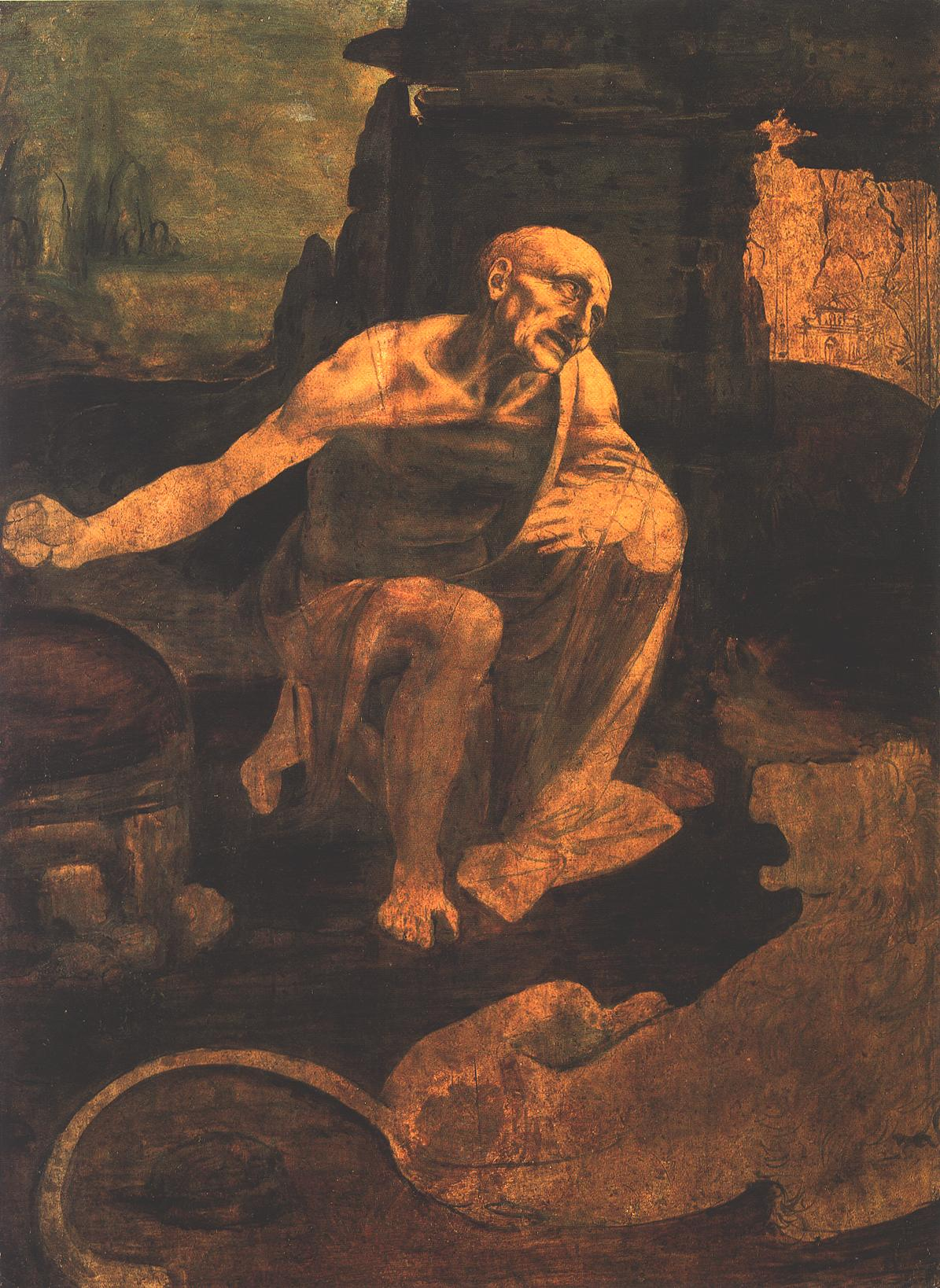
塗りつぶされていた聖ヒエロニムスの右肩上の岩の細い隙間は、修復によって回復している。

一般的に本作品はフィレンツェ時代の作品と見なされており、ヨーゼフ・ストルツィゴウスキーのみ『最後の晩餐』と同時期の作品と見なしている。しかしストルツィゴウスキーの見解は『最後の晩餐』との比較から受け入れがたい。よってミラノ時代の初期か、あるいはフィレンツェを発つ直前で、『東方三博士の礼拝』以降の作品ではないかという指摘もある。

## 保存状態
板絵はおそらく19世紀初頭に聖ヒエロニムスの頭部、画面右上角の風景部分、聖人の頭上の岩の部分、聖人の身体を含むそれ以外の部分の計4つに切断された。画面右上角の部分は水平方向に切断しようとした浅い切り込みがあるが、その段階で作業が中断されているため、絵具層と地塗り層は損傷しているが板は傷ついていない。板の切断には非常に薄いのこぎりが使用されたため、のこぎりの痕の隙間はほとんどなく、絵具層の損失は最小限に抑えられ、接合を可能とした。切断箇所の絵具層が失われたのはむしろ修復時の接合作業が原因で、段差をなくすために切断箇所の絵具がそぎ落とされたことによる。また板絵は裏面に施された格子組みによって補強されている。しかしそのために板は薄く削られている。板を薄く削ることは20世紀初頭のローマの修復作業でしばしば行われた。格子組みはやや粗雑な木のコマと鉄の金具から成り、近代的な修復理念に基づいているが、細工自体はあまり洗練されていない。
板絵の表面は若干の木喰い虫の被害があり、画面左側は割れが入っている。またそれ以外にも引っかき傷や、削り落とし、画面の擦り切れなど多くの被害を被っている。そしてそれらの損傷を覆い隠すために、充填材による補填と補彩、琥珀色のニス掛けなど、種々の手段が講じられている。こうした修復作業はおそらくアンゲリカ・カウフマンが所有していた頃から繰り返し行われてきた。特に損傷が深刻なのはライオンの腰の部分と画面右の風景の岩である。非常に不可解な点は聖ヒエロニムスの右肩上の岩の細い隙間が保存状態が良いにもかかわらず塗りつぶされていたことである。加えて画面右の上部は岩であるかのように覆われている。このうち前者に関しては修復によって本来の姿が取り戻されている。

## 来歴
現在、知られている限りで最初の所有者とされるアンゲリカ・カウフマンがいつ絵画を入手したのかは不明である。ただ、少なくとも1787年以前ではないと言われている。彼女と親交のあったドイツの詩人ゲーテは、同年に出版した『イタリア旅行』の中でカウフマンの美術コレクションについて触れているが『荒野の聖ヒエロニムス』については何も語っていない。確かなことは19世紀初頭にはカウフマンが「レオナルドの作と思われる」絵画を所有していたということである。この事実は、当時の法王庁が重要美術品の所有者に対して発した所有品の申告を義務づける法令によって明らかとなっている。さらに1803年に作成されたカウフマンの遺言書ではレオナルドの作と思われる聖ヒエロニムスの絵画を所有している旨が、絵画の詳しい記述や保存状態とともに記述されている。ところが彼女の死後、絵画は行方不明となる。何者かが彼女のコレクションから絵画を持ち出して2つに切断し、売却してしまうのである。再び絵画を発見したのはナポレオン・ボナパルトの叔父のジョゼフ・フェッシュ枢機卿である。J・B・リオネ（Lionnet）の伝記によって知られるフィクションめいたエピソードによると、枢機卿はローマの古道具店の工房で家具の扉として使われていた頭部の欠けた板絵を発見し、その数年後に靴直し屋で踏台の天板として使われていた頭部の部分を発見したという。話の真偽はともかく、発見された絵画は枢機卿によって接合された。そして枢機卿が1839年に死去すると、2年後の1841年に枢機卿のコレクションとまとめて競売に出された。しかしこのときの競売はうまくいかず、1845年に改めてローマのジュリア通りにあるリッチ邸で競売にかけられた。その後の経緯についてはヴァチカンの機密文書館の資料から窺い知れる。競売で絵画を落札したのはアレッサンドロ・アドゥッチという人物で、彼はその後、チェーザレ・ランチャーニという弁護士と結婚した娘に絵画を持参金として持たせた。ランチャーニは経済的事情から絵画をモンテ・ディ・ピエタの競売に出し、1856年9月5日にアントネッリ枢機卿は絵画をヴァチカン美術館に収蔵するために購入した。以来、絵画はヴァチカン美術館に所蔵されている。

## 影響

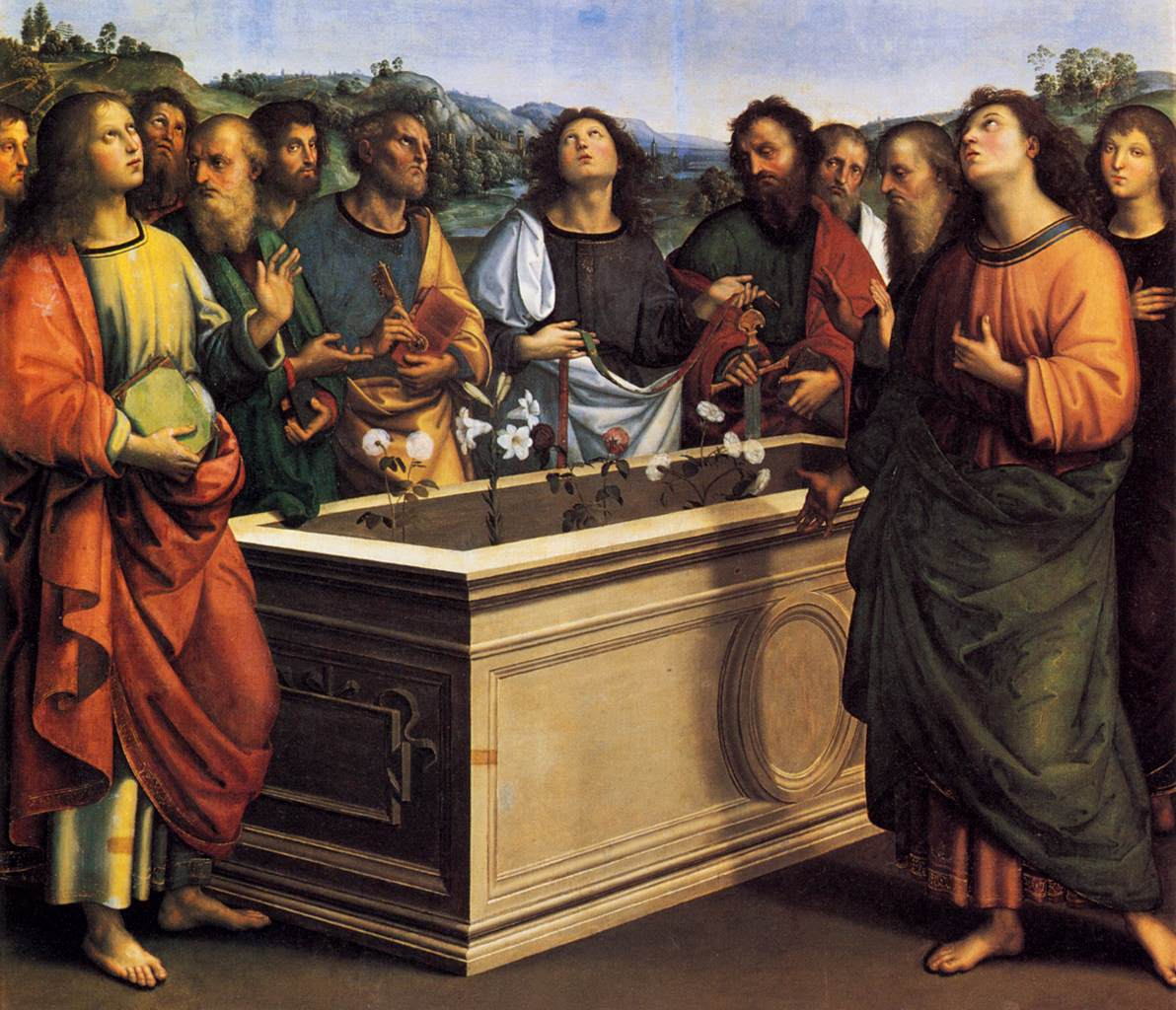
ラファエロの『聖母戴冠』（ディテール）。聖ペテロは画面中央部で空を見上げている人物。

ラファエロ・サンツィオはレオナルド・ダ・ヴィンチの『荒野の聖ヒエロニムス』を見た可能性がある。ペルージャ、サン・フランチェスコ・アル・プラト教会のオッディ家礼拝堂祭壇画として制作されたラファエロの『聖母戴冠』（Incoronazione della Vergine）の聖ペテロは聖ヒエロニムスに影響を受けていると指摘されている。

## 別のバージョン
パルマのジャルディーノ宮の1680年のインベントリによると、右手を胸に当て、左手に本を持ったレオナルド・ダ・レオナルドの別の『聖ヒエロニムス』が所蔵されていた。しかしそこに記述された絵画のサイズや図像の叙述はヴァチカン美術館のバージョンと一致しない。この異なるバージョンの存在は芸術家が聖ヒエロニムスの主題に強い関心を持っていたことを示している。ウィンザー城王立図書館のロイヤル・コレクションとミラノのアンブロジアーナ絵画館にはレオナルド派の『聖ヒエロニムス』の素描が所蔵されている。素描はいずれも聖ヒエロニムスを正面からではなく背後から捉えており、レオナルドの失われた素描の複製と考えられる。